# Frestedt
Frestedt er en by og kommune i det nordlige Tyskland, beliggende i Amt Burg-Sankt Michaelisdonn under Kreis Dithmarschen. Kreis Dithmarschen ligger i den sydvestlige del af delstaten Slesvig-Holsten.

## Geografi
Nabokommuner er (med uret fra nord) kommunerne Krumstedt, Süderhastedt, Großenrade, Quickborn, Sankt Michaelisdonn, Gudendorf og Windbergen (alle i Kreis Dithmarschen).